# 合同台風警報センター
合同台風警報センター（ごうどうたいふうけいほうセンター、英: Joint Typhoon Warning Center; JTWC）は、アメリカ海軍とアメリカ空軍がハワイ州真珠湾海軍基地に共同で設置した、アメリカ国防総省の機関である。アメリカ太平洋軍司令官の命に基づき、北西太平洋・南太平洋とインド洋で発生する熱帯低気圧を偵察するとともに予報や警報を発し、国防総省および他の合衆国政府の諸機関を支援する任務を負う。また、熱帯低気圧および津波に関して、アメリカ艦隊総軍司令官の指示により、主に海軍の沿岸施設および軍艦と軍用機を含む艦隊の諸資産を対象とする意思決定を支援する。
国防総省に所属するすべての部署のほか、国務省に属する世界各地の米国大使館・領事館や商務省傘下の国立気象局など、その他の合衆国政府の諸機関にも情報を提供する。提供される台風情報は、国立気象局が発表するミクロネシア地域の局地スケールの気象予報にも役立てられる。国防総省の資産の安全を確保するため、東太平洋と中部太平洋の海域で発生する熱帯低気圧の予報については、中部太平洋ハリケーンセンターおよび国立ハリケーンセンターとも協調する。JTWCの任務のうち、海軍の担当分は海軍気象海洋司令部と協調して運用されている。

## 歴史

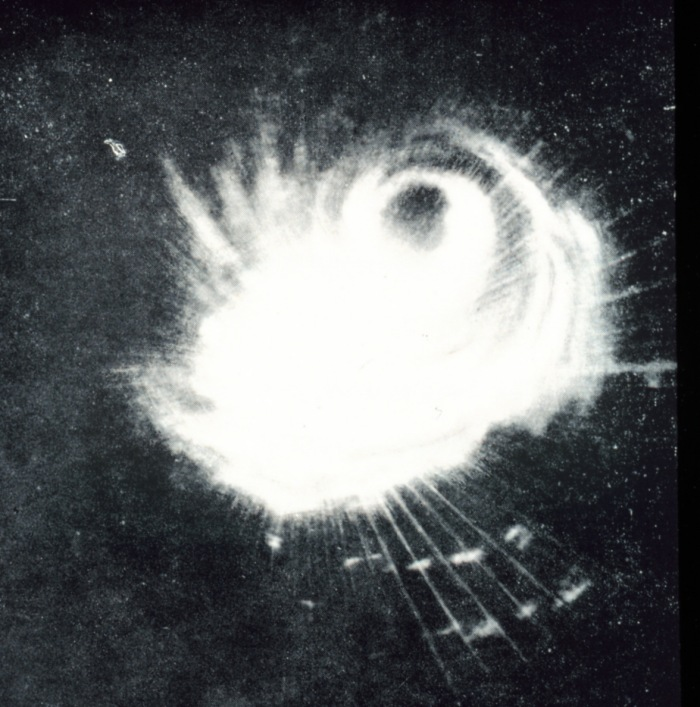
コブラ台風のレーダー画像

合同台風警報センター（JTWC）の原点は、1944年12月のコブラ台風と1945年6月の台風を含む、複数の台風がアメリカ軍の兵員と艦艇に甚大な被害をもたらしたことを受けて、1945年6月にグアム島に艦隊気象センター/台風追跡センター（Fleet Weather Center/Typhoon Tracking Center）が設立されたことに始まる。当時、このセンターは太平洋地域において熱帯低気圧の偵察および警戒任務に当たる海軍3か所、空軍2か所の施設のひとつであった。これ以降の数年の間は、通信・連絡の上で様々な問題があったため、各センター間での熱帯低気圧の警報体制の調整が難航していた。1958年中にアメリカ国防総省で気象を担当する諸部署と気象局は、太平洋軍に対し、合同気象学委員会（Joint Meteorology Committee）を組織して、海軍と空軍が合同で台風の解析および予報のためのセンターを設立することを提案した。次いで、課題を調査するための委員会が立ち上げられ、1959年の1月中に報告書を提出し、当センターの設立を勧告した。この報告書と1959年3月に開かれた年次熱帯低気圧会議（Annual Tropical Cyclone Conference）で達した結論に基づき、合同気象学委員会は正式にアメリカ太平洋軍最高司令官にJTWCの設立を強く促した。続いて、太平洋軍最高司令官は、艦隊気象センター司令官の指揮下で、1959年5月1日にJTWCの設立が実施されるよう、統合参謀本部に要請した。
JTWCは当初、海軍と空軍のそれぞれから2名の士官と3名の下士官・兵、合計10名の人員で構成されていた。マレー半島から国際日付変更線までの範囲で発生する全ての熱帯低気圧について、合衆国政府の諸機関に警報を提供することが要求されていた。また、偵察の必要条件を決定し、年間に発生した台風の概要を用意し、熱帯低気圧の予報および早期発見の研究を実施することも求められていた。1962年11月にカレン台風によって艦隊気象センター/合同台風警報センター（FWC/JTWC）の入る建物が被災し、破壊された。FWC/JTWCは1965年に耐台風設計を施した新しい建物へと移転した。1971年から1976年にかけて、太平洋軍最高司令官はJTWCの責任領域を徐々に拡大していき、国際日付変更線からアフリカ沿岸までが管轄範囲内に含まれるようになった。1978年10月、FWC/JTWCは海軍海洋司令センター/合同台風警報センター（NOCC/JTWC）となり、海底から大気圏の最上層までを含む、海洋環境全体を担当するようになった。次いで、JTWCは1980年の10月中にも、南半球のアフリカ沿岸から国際日付変更線までの海域で発生する熱帯低気圧の警報の発表を始めた。1995年に策定された基地再編計画により、JTWCは1999年1月1日に真珠湾へと移転した。2011年にJTWCがその52年間の歴史上初めて単独の司令部となったことにより、同年10月中に正式名称が「海軍海事予報センター/合同台風警報センター（NMFC/JTWC）」から単に「合同台風警報センター（JTWC）」に変更された。

### 略年表
- 1959年: 太平洋艦隊と太平洋空軍の合同による台風警報センター（Joint Typhoon Warning Center; JTWC）をグアムの艦隊気象本部（Fleet Weather Central; FWC）に統合して設置するよう、太平洋軍最高司令官が太平洋艦隊と太平洋空軍の最高司令官に指示した[3]。アメリカ空軍の上級将校がJTWCのセンター長に、下級将校がグアムのFWC/JTWCの司令官に、それぞれ配属されることとなった[3]。
- 1967年: グアムのFWCが海軍作戦部長に直属する組織として新たに設けられた海軍気象部（Naval Weather Service）の下に再配置された[3]。海軍人事局が1967年11月27日付で発表した文書の指示により、グアムのFWCの司令官は、追加の職務に就くため、太平洋艦隊最高司令官に直属することとなった[3]。
- 1999年1月1日[2]: 1995年に策定された[2]グアムの基地再編・閉鎖計画に基づき、JTWCは海軍海事予報センター（Naval Maritime Forecast Center; NMFC）も拠点を置く真珠湾基地に移転した[3]。
- 2011年: NMFCのサンディエゴへの移転に伴い、JTWCは独立した海軍司令部となった[3]。これより、津波に関する任務が加わった[3]。
- 2015年: JTWCはサンディエゴの艦隊気象センター（Fleet Weather Center San Diego）の下に再配置された[3]。

## 観測基準と実務
1980年代には、熱帯低気圧を予測する、より近代化された方法が出現した。熱帯低気圧自動予測システム (Automated Tropical Cyclone Forecasting System; ATCF) が開発される以前、国防総省は熱帯低気圧の進路を予測するために、アセテート（フィルム）にグリスペン（筆記具）、および様々な異種のコンピュータ・プログラムなどのツールを利用していた。ATCFのソフトウェアはJTWC向けにアメリカ海軍研究所によって1986年より開発され、1988年から使用されている。1990年には国立ハリケーンセンターで使用するために改造された。
JTWCは、暴風雨の名称について世界気象機関（WMO）が定める規則を固く守っており、熱帯低気圧および熱帯暴風雨の強さの表現について広く認知されたガイドラインに忠実に従っている。ただし、風力測定の基準については、WMOが推奨している10分間の平均風速ではなく、アメリカ合衆国の標準である1分間の平均風速を用いている（サファ・シンプソン・ハリケーン・ウィンド・スケールを参照）。JTWCはアメリカ合衆国政府の諮問機関として連邦政府機関を支援することが第一の任務であるため、WMO指定の地域特別気象中枢（RSMC）にも、熱帯低気圧警報センター（TCWC）にも指定されていない。JTWCは熱帯低気圧の形成、発達および移動を年中監視、解析し、予測する。その責任領域（管轄範囲）には、世界中で活動する熱帯低気圧の89%が含まれる。

## TCFA
TCFA（Tropical Cyclone Formation Alert、熱帯低気圧形成情報）は、じょう乱から24時間以内に熱低に変化する可能性があるときに発せられる。

## 人員配置
2013年現在、JTWCではアメリカ海軍とアメリカ空軍の計37名が任務に従事している。大気モデルを使用するだけでなく、複数の衛星システム、センサー網やレーダー、地表および上空での総観気象観測データを使用して任務を全うしている。

## 台風の階級
JTWCが風速に基づいて定める、台風の強さの階級は以下の通り。
| 階級                       | 最大持続風速 | 最大持続風速 | SSHWS （参考） |
| 階級                       | kt           | m/s          | SSHWS （参考） |
| -------------------------- | ------------ | ------------ | -------------- |
| スーパー・タイフーン       | ≧137         | ≧70          | カテゴリー5    |
| スーパー・タイフーン       | 130–136      | 67–70        | カテゴリー4    |
| タイフーン                 | 113–129      | 58–66        | カテゴリー4    |
| タイフーン                 | 96–112       | 50–58        | カテゴリー3    |
| タイフーン                 | 83–95        | 43–49        | カテゴリー2    |
| タイフーン                 | 64–82        | 33–42        | カテゴリー1    |
| トロピカル・ストーム       | 34–63        | 17–32        | N/A            |
| トロピカル・デプレッション | ＜34         | ＜17         | N/A            |